# سادووی (شهرستان خایبولینسکی، باشقیرستان)
سادووی (انگلیسی: Sadovy, Khaybullinsky District, Republic of Bashkortostan) یک شهرک در شهرستان خایبولینسکی استان باشقیرستان کشور روسیه است.